# Gading Kembar
Gading Kembar is een bestuurslaag in het regentschap Malang van de provincie Oost-Java, Indonesië. Gading Kembar telt 4241 inwoners (volkstelling 2010).